# کیوچاوا
کیوچاوا (به لهستانی:  Kiełczawa) یک روستا در لهستان است که در گمینا بالیگرود واقع شده‌است.